# Peter Whittingham
Peter Whittingham (Nuneaton, 1984. szeptember 8. – Cardiff, 2020. március 19.) angol labdarúgó, középpályás.

## Pályafutása

### Klubcsapatban
Az Aston Villa korosztályos csapatában kezdte a labdarúgást, ahol 2003-ban mutatkozott be az első csapatban. 2005-ben kölcsönben szerepelt a Burnley, majd a Derby County együttesében. 2007-ben szerződött el az Aston Villától a Cardiff City csapatához, ahol 11 idényen át  szerepelt és 413 bajnoki mérkőzésen 85 gólt ért el. 2017–18-ban a Blackburn Rovers csapatában fejezte be az aktív labdarúgást.

### A válogatottban
2004 és 2007 között 17  alkalommal szerepelt az angol U21-es válogatottban és három gólt szerzett.

## Halála
A dél-walesi rendőrség 2020. március 18-án erősítette meg, hogy Whittinghamet kórházban ápolják azután, hogy március 7-én súlyos fejsérülést szenvedett egy kocsmai esést követően. Március 19-én 35 évesen belehalt a sérüléseibe a cardiffi Walesi Egyetemi Kórházban (University Hospital of Wales).

## Sikerei, díjai
Cardiff City
- Angol bajnokság – másodosztály (EFL Championship)
  - győztes: 2012–13
  - gólkirály: 2009–10 (15 gól)
- Angol kupa (FA Cup)
  - döntős: 2008